# یک سطر واقعیت
یک سطر واقعیت عنوان سومین فیلم بلند سینمایی علی وزیریان است که در سی امین جشنواره فیلم فجر در بخش مسابقهٔ سودای سیمرغ حضور داشت. این فیلم با بازی حسین یاری و مهراوه شریفی‌نیا در نقش‌های اصلی روایتی از زندگی زوجی مطبوعاتی است که به واسطه مواجهه با پیشنهادی و مشکلاتی که در مسیر کاری خود دارند به فکر مهاجرت می‌افتند. «یک سطر واقعیت» در بخش مسابقه سینمای ایران جشنواره فیلم فجر با ۳۱ فیلم سینمایی دیگر رقابت داشت و حسین یاری برای بازی در آن یکی از نامزدهای دریافت سیمرغ بلورین از جشنواره بود.

## بازخورد
برخی از منتقدین اعتقاد داشتند که فیلم «یک سطر واقعیت» به فرضیه‌ای پرداخته که نسبت به عالم روشنفکران و قشر فرهنگی در کشور وجود دارد و آن حمایت‌های مالی پنهان و آشکار عوامل بیگانه تحت عناوین بشردوستانه است. همین موضوع موجب شد تا بسیاری از منتقدین علیه این فیلم موضع گیری کنند . انتشار مطلبی با عنوان روشنفکر نمایان رسانه ای در روزنامه ایران نمونه ای از این نوع نگرش بود.
همچنین برخی از منتقدان معتقد بودند که این فیلم می‌توانست ابعاد گسترده‌تری نسبت به مشکلات اجتماعی و حتی سیاسی داشته باشد. این فیلم حواشی زیادی داشت که مهمترین آنها افشاگری کارگردان دربارهٔ پشت پرده فیلم بود.
برنامه تلویزیونی «هفت» در جمعه چهارم اسفند ماه ۱۳۹۰ قرار بود به نقد و بررسی فیلم «یک سطر واقعیت» بپردازد، اما وزیریان مطالبی در خصوص پشت پرده ساخت فیلمش در حوزه هنری بیان کرد. او با حضور در این برنامه تلویزیونی فاش کرد که حوزه هنری بعد از خواندن فیلمنامه «یک سطر واقعیت» گفته اگر موضوع فیلم را به فتنه ۸۸ بچسباند از او و فیلم اش حمایت می‌کنند.